# Armando Maldonado
Armando Maldonado (El Copey, Cesar, Colombia; 6 de febrero de 1986), es un exfutbolista colombiano. Jugaba como defensa. Actualmente es el asistente técnico de Jairo Patiño.

## Clubes
| Club                   | País      | Año         |
| ---------------------- | --------- | ----------- |
| Deportivo Rionegro     | Colombia  | 2006        |
| Envigado F. C.         | Colombia  | 2007        |
| Real Cartagena         | Colombia  | 2008        |
| La Equidad             | Colombia  | 2008        |
| Águilas Doradas        | Colombia  | 2009        |
| Real Cartagena         | Colombia  | 2009 - 2010 |
| Deportivo La Guaira    | Venezuela | 2010 - 2011 |
| Sporting San Miguelito | Panamá    | 2011        |
| Academia               | Colombia  | 2012        |
| Llaneros               | Colombia  | 2012 - 2014 |